# 朴美善
朴美善（韓語：박미선，1967年3月10日—），韓國女演員及主持人。丈夫為Gagman李俸源。
戲劇代表作品為《順風婦產科》在裡面飾演美月的媽媽。主持代表作品為《歡樂在一起》和《我們結婚了》第二季較為眾人所知。

## 演出作品

### 電視劇
- 1998年：SBS《順風婦產科》飾 吳美善
- 2002年：MBC《危機男子》
- 2006年：SBS《回來吧順愛》飾 朴貞淑
- 2007年：SBS《黃金新娘》
- 2009年：MBC《泰熙慧喬智賢》飾 朴美善
- 2010年：MBC《全部我的愛》飾 朴美善
- 2011年：MBC《最佳愛情》飾 節目主持人（客串）
- 2012年：MBC《媽媽是什麼》飾 朴美善
- 2016年：KBS《心裡的聲音》
- 2018年：KBS 《To. Jenny》 飾 金美玉

## 節目主持
- 2005年～2015年：KBS《歡樂在一起》
- 2009年～2017年5月13日：MBC《我們結婚了》
- 2013年：KBS2《媽媽咪呀》
- 2017年12月~現在：tvN 逃離巢穴(둥지탈출)
- 2020年5月20日至今JTBC《不能成為1號》
- 2020年至今：DIA YouTube 《不可能的美善》
- 2021年：MBN 《高中學生爸媽》
- 2022年：MBN 《高中學生爸媽2》

## 外部連結
- 朴美善的Instagram帳戶
- 미선임파서블 MISUN:IMPOSSIBLE （页面存档备份，存于）
- 나는 박미선 - PARKMISUN （页面存档备份，存于）
- 官方網站[永久]